# Ijevsk
Ijevsk (en russe : Ижевск [ɪˈʐɛfsk]), Ijkar (en oudmourte : Ижкар) ou Ij (Иж) est une ville de Russie et la capitale de la république d'Oudmourtie. Ijevsk est la première ville d'Oudmourtie par sa population : elle atteignait 643 496 habitants en 2016.

## Géographie

### Situation
Ijevsk est arrosée par la rivière Ij, qui lui a donné son nom, et se trouve à 970 km à l'est de Moscou. 

### Climat
Le climat d'Ijevsk est continental. Selon la classification de Köppen, il est de type continental humide. Il peut faire très chaud, plus de 30 °C l'été, mais aussi très froid, près de −35 °C en janvier. Toutefois, pendant l'hiver, les basses températures restent très acceptables, de l'ordre de −15 °C en moyenne. Les précipitations sont limitées, il pleut et neige relativement peu. La neige recouvre le sol en moyenne 155 jours par an de la fin octobre à début avril. La hauteur de neige peut atteindre 113 cm au milieu de l'hiver.
- Température record la plus froide : −47,5 °C (décembre 1978)
- Température record la plus chaude : 36,6 °C (juillet 1971)
- Nombre moyen de jours avec de la neige dans l'année : 133
- Nombre moyen de jours de pluie dans l'année : 126
- Nombre moyen de jours avec de l'orage dans l'année : 27
- Nombre moyen de jours avec tempête de neige dans l'année : 35

| Mois                              | jan.  | fév.  | mars | avril | mai  | juin | jui. | août | sep. | oct. | nov. | déc.  | année |
| --------------------------------- | ----- | ----- | ---- | ----- | ---- | ---- | ---- | ---- | ---- | ---- | ---- | ----- | ----- |
| Température minimale moyenne (°C) | −17,2 | −15,9 | −9,2 | −0,2  | 5,8  | 12   | 13,3 | 10,7 | 5,8  | −0,4 | −8,7 | −13   | −1,4  |
| Température moyenne (°C)          | −13,5 | −12,1 | −5,4 | 3,7   | 11,6 | 17   | 18,7 | 15,6 | 9,8  | 2,5  | −5,6 | −10,3 | 2,7   |
| Température maximale moyenne (°C) | −10,1 | −7,9  | −0,7 | 8,8   | 17,7 | 23,6 | 24,5 | 21,3 | 14,6 | 5,8  | −3,3 | −6,6  | 7,3   |
| Précipitations (mm)               | 31    | 22    | 18   | 30    | 39   | 60   | 59   | 64   | 57   | 50   | 40   | 31    | 501   |

## Histoire

### DuXVIIIeau débutXXesiècle
Ijevsk est la capitale de l'Oudmourtie. C'est un centre industriel, commercial et scientifique, ainsi qu'un carrefour routier et ferroviaire. L'histoire de la ville remonte au printemps 1760, lorsque furent construits simultanément un barrage sur la rivière Ij, ainsi que l'usine métallurgique adjacente. Dans le même temps furent construites les premières maisons d'habitation. Cependant en 1774 l'usine fut en grande partie détruite par les partisans de Pougatchev, l'église fut incendiée et de nombreux cadres de l'usine exécutés.
Le développement futur d'Ijevsk passe en grande partie par la mise en place d'une usine d'armement construite selon les plans et la direction de A. F. Diriabine. Juillet 1807 est considéré comme la date de fondation de l'usine.
Ensuite, le développement d'Ijevsk fut déterminé par sa spécialisation dans le domaine de la défense, métallurgie, armes à feu et fusils de chasse. La première production de l'usine fut destinée aux guerres napoléoniennes de 1812. Dès le milieu du XIXe siècle, la production des usines d'Ijevsk avait déjà acquis une solide réputation.
En 1808-1815, l'architecte S. Doubline (successeur d'A. Zaharov) planifia la construction de l'usine d'armement avec son bassin d'accumulation. On construisit à la même époque les premiers bâtiments à plusieurs étages de Russie. C'est un exemple du classicisme architectural de la région de l'Oural. Le même architecte conçut aussi les plans de la ville, l'arsenal (1823-1828, aujourd'hui musée national de la république d'Oudmourtie), l'église de la Sainte-Trinité (1814) et la cathédrale Saint-Alexandre-Nevsky selon un projet d'A. Zaharov (1820-1823). En 1879, Ijevsk était officiellement considéré comme un bourg et près de 41 000 personnes y vivaient. Mais par la quantité de ses manufactures, établissements commerciaux et administratifs, Ijevsk pouvait déjà prétendre au statut de Ville. Cependant, pour différentes raisons, le statut de ville ne fut accordé officiellement que le 6 juin 1925. 

### Période soviétique

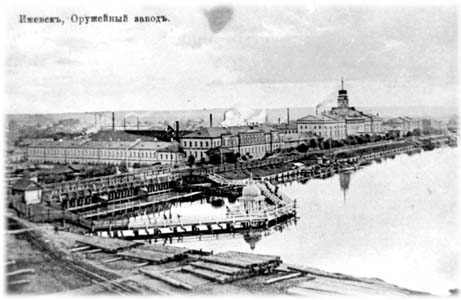
Les usines d'armements en 1916.

L'établissement du pouvoir soviétique se fit au prix de violents combats. Il faut dire qu'en tant que centre majeur de production d'armes et en raison de sa forte concentration de main-d'œuvre qualifiée, Ijevsk constituait un enjeu stratégique majeur. La ville passa plusieurs fois dans les mains de l'un ou l'autre des belligérants. S'étant rebellés contre le pouvoir soviétique, une partie des travailleurs d'Ijevsk combattirent jusqu'à la fin du côté des forces d'Alexandre Koltchak.
À l'époque du Premier Plan quinquennal, la ville se développa rapidement grâce à de nouvelles industries, telles que fabrique de motos, machines-outils et chimie. À la même période furent construites les premières maisons en brique pour les ouvriers. Le nombre d'institutions culturelles et éducatives augmenta consécutivement. En décembre 1934, Ijevsk fut proclamée capitale de la république d'Oudmourtie.
Pendant la Seconde Guerre mondiale, l'importance de la ville en tant que centre de production d'armes fut considérable. Les usines d'Ijevsk équipaient une division d'aviation et une division d'artillerie par jour. L'après-guerre est caractérisée par le développement de la base industrielle. Les armes, motos, automobiles et machines ont acquis une réputation mondiale. Parmi les principales personnalités, on peut noter les exemples de Mikhaïl Kalachnikov, G. Koulakov, A. Momontov, A. Chijov, G. Skourighine et d'autres.
Entre 1984 et 1987, Ijevsk s'appela Oustinov, en l'honneur du maréchal Dmitri Oustinov (1908-1984), ancien ministre de la Défense de l'Union soviétique.
Ijevsk est une ville d'industries mécaniques, célèbre par la fabrique d'armes créée en 1807, et qui porte aujourd'hui le nom d'Izhmash (Ijmach en français). C'est dans cette usine qu'a été mis au point et fabriqué le fusil d'assaut Kalachnikov AK-47 et ses versions ultérieures. Le groupe Ijmach produit également des voitures, de marque « IJ » (ИЖ en russe) ainsi que des motos. La concentration à Ijevsk d'usines travaillant pour la défense en a fait une ville fermée à l'époque soviétique, son accès était interdit aux étrangers.

### Depuis la fin de l'URSS
La ville a beaucoup souffert de la diminution du budget de la défense après la perestroïka. Toutefois depuis 2007 un constructeur de voitures coréen a repris l'assemblage de voitures à Ijevsk, ce qui laisse entrevoir de nouveaux espoirs de développement.
Au 1er janvier 1998, la ville comptait plus de 600 000 habitants de plus de 30 nationalités.
La ville continue son développement moderne en devenant plus polyvalente et diversifiée.
Le 26 juillet 2006, le président vénézuélien Hugo Chávez, qui envisageait la fabrication de Kalachnikov sous licence dans son pays, effectua une visite de l'usine Ijmach.
Le 26 Septembre 2022, un ancien élève de l'établissement a ouvert le feu à l'école n° 88 en tuant au moins 15 personnes et en blessant 24 autres. Onze élèves ont été tués et le tireur s'est donné la mort sur place.

## Politique et administration

### Résultats électoraux
| Scrutin          | 1er tour | 1er tour | 1er tour | 1er tour | 1er tour | 1er tour | 1er tour | 1er tour | 1er tour | 1er tour | 1er tour  | 1er tour | 2d tour     | 2d tour     | 2d tour     | 2d tour     | 2d tour     | 2d tour     | 2d tour     | 2d tour     |
| Scrutin          | 1er      | 1er      | %        | 2e       | 2e       | %        | 3e       | 3e       | %        | 4e       | 4e        | %        | 1er         | %           | 2e          | %           | 3e          | %           | 4e          | %           |
| ---------------- | -------- | -------- | -------- | -------- | -------- | -------- | -------- | -------- | -------- | -------- | --------- | -------- | ----------- | ----------- | ----------- | ----------- | ----------- | ----------- | ----------- | ----------- |
| Municipales 2015 |          | ER       | 53,19    |          | KPRF     | 16,37    |          | LDPR     | 8,8      |          | Patriotes | 6,73     | Tour unique | Tour unique | Tour unique | Tour unique | Tour unique | Tour unique | Tour unique | Tour unique |
| Municipales 2020 |          | ER       | 39,27    |          | LDPR     | 20,38    |          | KPRF     | 17,37    |          | SRZP      | 9,48     | Tour unique | Tour unique | Tour unique | Tour unique | Tour unique | Tour unique | Tour unique | Tour unique |

### Jumelages
| Ville | Ville                     | Pays | Pays        | Période                    |
| ----- | ------------------------- | ---- | ----------- | -------------------------- |
|       | Brest,                    |      | Biélorussie | depuis le 2 novembre 2016  |
|       | Briansk                   |      | Russie      |                            |
|       | Córdoba                   |      | Argentine   | depuis le 13 juin 2006     |
|       | Kaspiisk                  |      | Russie      | depuis le 11 juin 2022     |
|       | Lusaka                    |      | Zambie      | depuis le 12 juin 1999     |
|       | Maracay                   |      | Venezuela   | depuis le 25 juillet 2006  |
|       | Minsk                     |      | Biélorussie | depuis le 25 février 2020  |
|       | Partyzanski District (en) |      | Biélorussie | depuis le 27 novembre 2013 |
|       | Salt Lake City            |      | États-Unis  | depuis 2004                |
|       | Tatabánya                 |      | Hongrie     | depuis le 10 décembre 1992 |
|       | Wuhan                     |      | Chine       | depuis le 16 juin 2017     |
|       | Xining                    |      | Chine       | depuis le 13 mai 2002      |
|       | Yambol                    |      | Bulgarie    | depuis le 12 juin 1999     |

## Population et société

### Démographie
Recensements (*) ou estimations de la population  :
| 1760 | 1770  | 1807  | 1840   | 1862   | 1897*  | 1926*  |
| ---- | ----- | ----- | ------ | ------ | ------ | ------ |
| 200  | 2 300 | 4 000 | 16 000 | 22 800 | 41 000 | 63 088 |

| 1939*   | 1959*   | 1970*   | 1979*   | 1989*   | 2002*   | 2010*   |
| ------- | ------- | ------- | ------- | ------- | ------- | ------- |
| 175 567 | 285 294 | 422 409 | 548 721 | 635 109 | 632 140 | 628 116 |

| 2012    | 2013    | 2014    | 2015    | 2016    | - | - |
| ------- | ------- | ------- | ------- | ------- | - | - |
| 629 455 | 632 913 | 637 309 | 642 024 | 643 496 | - | - |

### Enseignement
L'université (UDGU) souhaite favoriser les échanges internationaux, mais il le nombre d'étudiants étrangers à Ijevsk reste néanmoins particulièrement faible.

### Sports
- FK SOYOUZ-Gazprom Ijevsk, club de football ayant existé de 1988 à 2011.
- FK Zénith Ijevsk, club de football fondé en 2011 et évoluant en troisième division russe.

## Économie

### Industrie
Sur le site de production de AVTOVAZ-LADA Izhevsk est produite  en série la berline Lada Vesta.
La ville abrite également depuis 1807 la manufacture d'armes légères Ijmash (ou Izhmash) (ou en russe : Иже́вский машинострои́тельный Заво́д (ИЖМАШ)) toujours en service. Elle produit les marques Ijmash, Baïkal et Kalashnikov dont les produits sont autant destinés aux militaires qu'aux civils. Parmi ses produits on retrouve les fusils AK47 et SVD ainsi que les pistolets MP 446 Viking et Makarov pour ne citer que les plus connus.

### Transports
La ville possède un aéroport et une compagnie Izhavia qui assure en général environ deux vols par jour sur Moscou et vice-versa. Environ 2 heures de vol, depuis 2018 Aeroflot, assure 4 vols par jour et en 2020, une compagnie low cost Pobeda, assure des vols vers Moscou, Adler/Sotchi en saison estivale... + 1 heure de décalage horaire avec Moscou. Un train par jour vers Moscou en liaison directe, plus quelques autres moins directs. Lents mais ponctuels. Les transports publics, trolleybus, tramways, autobus fonctionnent bien et sont bon marché, 21 roubles (0,17 €) en moyenne pour traverser les 9 km de la ville.
Le taxi est une bonne alternative, coûtant peu cher entre 90 et 250 roubles, (1,10 à 3 €),  pour la même destination suivant les horaires de la journée.

## Culture locale et patrimoine

### Monuments
- Église Saint-Michel.

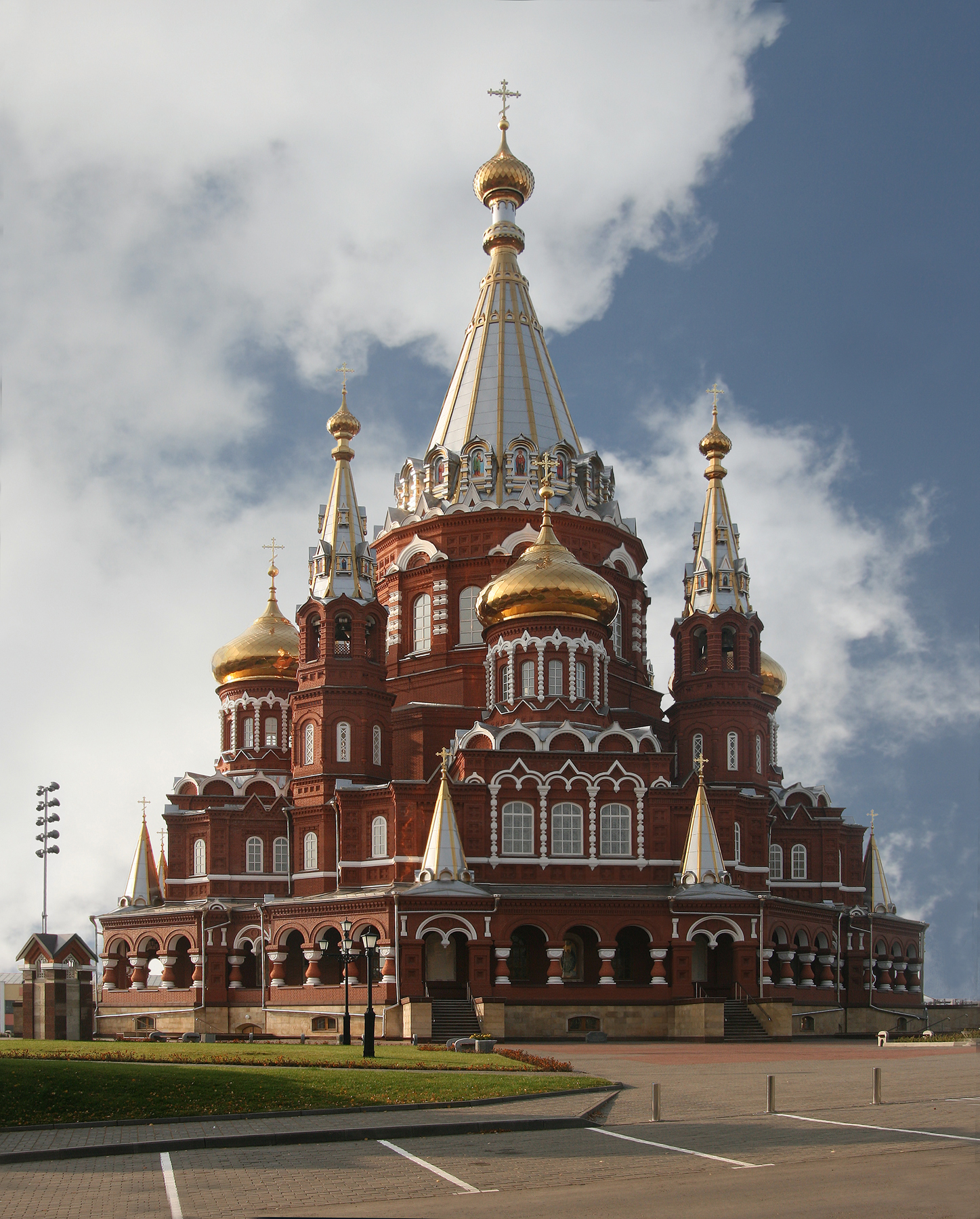
Vue de la collégiale Saint-Michel.

- Cathédrale Saint-Alexandre-Nevski.

### Personnalités liées à la ville
- Mikhaïl Kalachnikov (1919-2013), ingénieur, inventeur du fusil d'assaut AK-47.
- Ievgueni Dragounov (1920-1991), inventeur du SVD, fusil de précision des snipers soviétiques.
- Taisiya Sergeevna Osintseva (1923-2008), médecin neurologue et professeure russe .
- Andrei Vedernikov (1959-), cycliste
- Valeri Medvedtsev (1964-), biathlète russe.
- Pavel Tonkov (1969-), cycliste russe.
- Ivan Cherezov (1980-), biathlète russe.
- Andreï Kirilenko (né en 1981 à Ijevsk), joueur de basket-ball de la NBA, surnommé "AK-47".
- Fedor Tyutin (1983-), joueur de hockey sur glace.
- Timofeï Kouliabine (1984-), metteur en scène
- Maxim Belkov (1985-), coureur cycliste.
- Ksenia Bondar (1990–), joueuse de volley-ball russe.
- Jia Lissa (1996-), actrice pornographique.
- Alina Zagitova (2002-), Patineuse artistique, championne olympique 2018

#### À propos de Kalachnikov
Il est difficile de parler d'Ijevsk sans évoquer son citoyen le plus célèbre, Mikhaïl Kalachnikov, qui y est décédé en 2013. Un musée situé au centre de la ville lui est presque entièrement consacré. Avant d'être un armurier, Mikhaïl Kalachnikov est avant tout un bricoleur autodidacte. Et il le dit lui-même, si la guerre n'était pas venue le chercher, il n'aurait certainement jamais inventé ce fusil (automate en russe). Actuellement, la famille de Kalachnikov fait fructifier la marque « Kalachnikov » avec l'aide d'une entreprise de marketing allemande avec des produits tels que des snowboards ou de la vodka, soit des produits qui n'ont plus rien de « guerrier ».